# Helga Fanderl
Helga Fanderl (Ingolstadt, 1947) es una cineasta alemana, artista de cine experimental que vive y trabaja entre Fráncfort, París y Berlín.

## Biografía
Aunque licenciada en Lengua y Literatura alemana y lenguas romances en Múnich y profesora, no es hasta 1986 que descubre en el cine su modo de expresión. A partir de entonces, primero se forma en arte en Europa y Estados Unidos: en la Academia de Bellas Artes de Fráncfort (Städelschule) con Peter Kubelka y después en Nueva York en la Cooper Union con Robert Breer y empieza a filmar sus primeras películas.
Siempre a través de su cámara Super 8 y con piezas de corta duración, explora la belleza de animales, reflejos en el agua, plantas y árboles o de pequeños detalles captados al vuelo en la calle, con amigos o en simples actividades cotidianas. Su producción fílmica supera las mil películas. Desde 1990 sus obras se muestran en museos y centros de arte moderno de todo el mundo donde la artista pone especial cuidado en el modo en que se proyectan. Entre ellos se encuentran el Festival Internacional de Cortometrajes en Oberhausen, el Museo de Arte Moderno de Fráncfort (Museum für Moderne Kunst), el Centro Pompidú en París, el Centro Galego de Artes da Imaxe en La Coruña, el Centro de Cultura Contemporánea de Barcelona o LABoral Centro de Arte y Creación Industrial en Gijón.